# 高城れに
高城 れに（たかぎ れに、1993年（平成5年）6月21日 - ）は、日本のアイドル、歌手、タレント、女優。ももいろクローバーZのメンバー。イメージカラーは紫色で、キャッチフレーズはももクロの鋼少女（はがねしょうじょ）。神奈川県出身。愛称は『れにちゃん』。
ももいろクローバーZのグループ活動に加えてソロでの活動にも積極的に取り組み、ラジオ番組のMCやテレビ番組・CMへの出演、連続ドラマ・舞台の主演をこなし、ソロ写真集や週刊誌のグラビアも飾っている。

## 人物像
繊細さと感受性の豊かさが特徴である。
人見知りで緊張しやすい気質を持ちグループ結成当初は「本当に私がももクロにいていいのかな」と悩んだが、“アイドルは可愛らしく”という固定観念を外すことで自分の素を出せるようになりグループ活動の中での自分の役割が見つけられるようになった。
自分を変えてくれたももクロの存在に恩を感じ、プライベートのカラオケでも持ち歌をよく歌うなどグループへの愛着心が強く、自身がメンバーでなかったらももいろクローバーZのファンのモノノフになっていたと述べ、ファンを「ももクロの一員」と位置づけている。
笑った時の表情からライブでは「笑顔が一番、れにちゃん!」というコール（曲中の合いの手）が定着している。本人も気に入っており、「迷ったとき辛いとき、笑顔を無くしそうになるとき、ダメになりそうなとき、いつもみんなが言ってくれるのを思い出してるんだよ」と述べている。

### 活動の方向性
ソロ活動では癒し系の柔らかい声質を活かし、ラジオパーソナリティやナレーターを務める。将来的な仕事の目標は、ずっと“ももクロ”を続けながら、色々な地域に行って色々な人と出会い接する中で、感性を磨いていくこと。「知らない土地の空気に触れるとすごく神経が敏感になって、いろんなことを感じる力が強くなる」と述べている。
東日本大震災の後には、宮城県女川町の臨時災害放送局で同世代の女性がパーソナリティを務めていることを知り、現地との交流を提案。グループとして町を訪れたり、ライブを開催したりするきっかけとなった。
2014年には福島県の小学校でキャリア教育のゲスト講師を務め、下積み時代の葛藤や挫折を明かすとともに、夢を見続けることで報われた体験談を語った。それを踏まえ児童らに「将来の夢」を画用紙に描いてもらうと、翌月に開催が決まっていた“国立競技場ライブ”のステージに飾ることを提案し、当日は児童らを客席に招待した。2019年には、同県でソロコンサートを開催。この際も現地の小学生とのコラボレーションを企画し、復興支援ソング『花は咲く』をステージで共に歌い上げた。

## 経歴・エピソード

### 「ももクロ」以前
母親が出産前から大事にしていた人形に「れに」と名付けていたことが自身の名前の由来となっている。
小学生時代、内向的な性格を直したいという母親の意向からヒップホップダンスやタップダンスのレッスンを始め、エキストラの仕事も経験した。

### 「ももクロ」結成〜
2007年（中学2年生の時）、スターダストプロモーションにスカウトされて芸能界に入り、同年秋にはももいろクローバーの0期メンバーに選出された。0期は本格的な活動前の構想段階の初期メンバーを指し、0期の中で現在も「ももいろクローバーZ」として活動しているのは高城のみである。
2008年5月の正式結成時から最年長としてリーダーを務めていたが、真面目で考え過ぎて余裕がなくなってしまう状態だったため一歩引いた立場の方が本人の色が出せるとの判断により同年秋から百田夏菜子にリーダーを引き継いだ。
その後は「ももクロの感電少女」などのキャッチフレーズで活動し、個性的なキャラクターで知られるようになっていった。
2012年の春には、メンバーでいち早く高校を卒業。直後のライブで、「高校を卒業したので一生をももクロに捧げます! なのでみなさんも一生をももクロに捧げて下さい!」と述べ「毎日ヒロイン」を名乗り始める。それまでは学校のない土日中心の活動をしてきたため、グループのキャッチフレーズが「週末ヒロイン」であることを踏まえての宣言であった。
InterFM『高城れにのKing of Rock!』でラジオパーソナリティを務めるなど、活躍の場を広げた。

### 「ももクロ」結成5周年〜
2015年の夏には、ライブのリハーサルで転倒し、左手の橈骨遠位端（とうこつえんいたん）を骨折し、その後の3か月間は手首を固定した状態でライブに出演した。
2015年3月9日、メンバー初となるソロコンサート『高城の60分4本勝負』を開催。3月9日を開催日とした理由は曾祖母との思い出の曲がレミオロメンの『3月9日』であったためである。1日4回公演でそれぞれで異なるセットリストであったが、『3月9日』だけは全ての公演のラストに歌われた。
翌年の3月9日にも、2度目のソロコンサート『さくさく夢楽咲喜（むらさき）共和国 〜笑う門にはノフ来る〜』を開催し、全国15ヶ所の映画館でも生中継された。コンサートでは自身が初めて作詞に関わったソロ曲『しょこららいおん』を披露した。

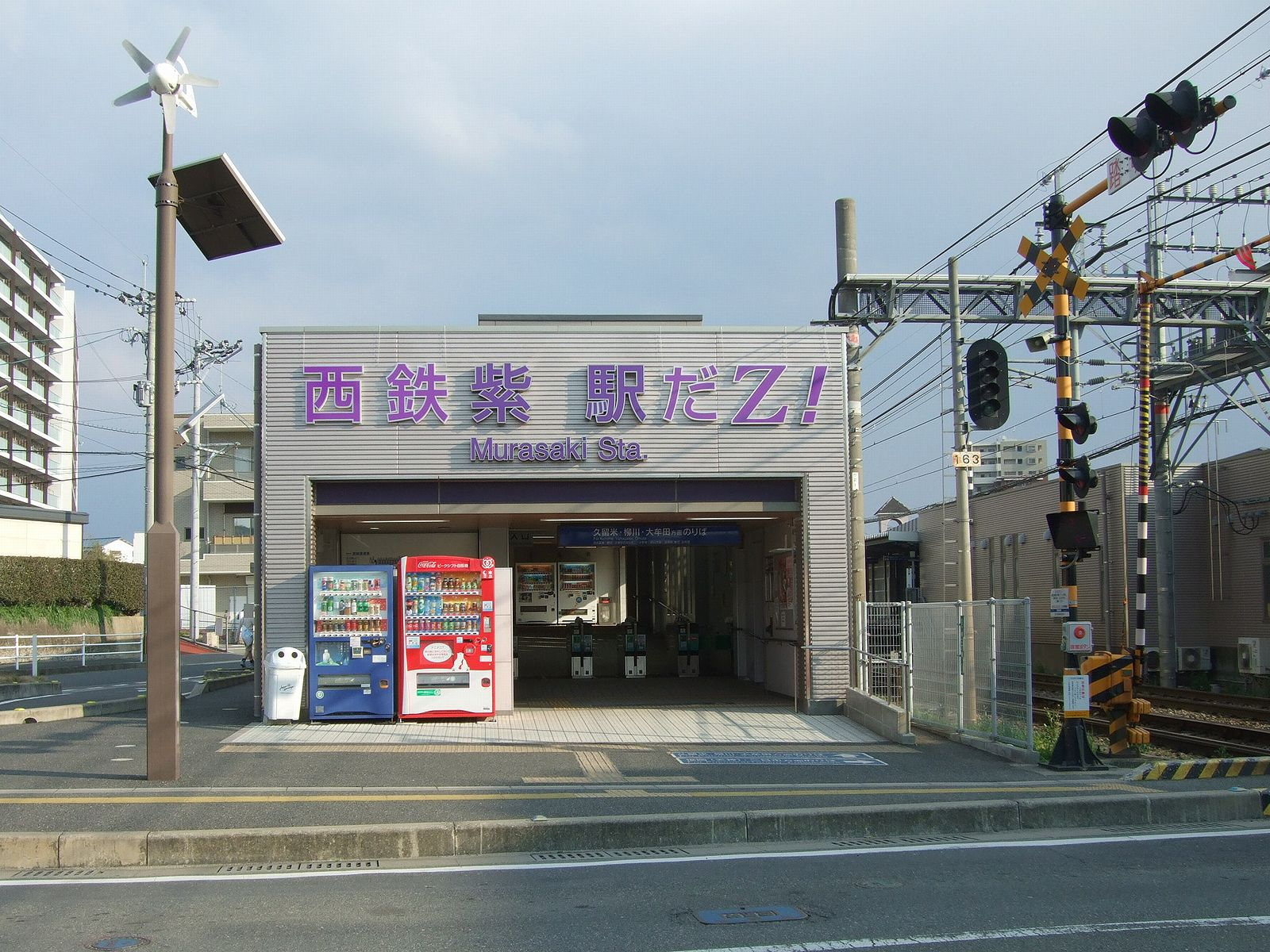
西日本鉄道の紫駅はファン人気のスポットとなっており、本人が一日駅長を務めたこともある（2016年）。その際に、駅舎看板が写真の様に「西鉄 紫駅だZ!」とアレンジされた。

2016年には、メンバー初となるレギュラー番組『高城れにの週末ももクロ☆パンチ!!』が文化放送でスタート。グループで出演する『坂崎幸之助のももいろフォーク村NEXT』においては、それまでのギターに加えてベースの演奏にも取り組み始めた。
2017年の3月9日には、3度目のソロコンサートを地元の神奈川県民ホールで『まるごとれにちゃん』と題して開催（特集記事）。ゲストで登場した高木ブーとは同じ“たかぎ”ということで親交があり、特製のウクレレやザ・ドリフターズ時代に使っていたベースをプレゼントされた。
沖縄好きを公言していたことから、同年夏には観光協会からのオファーで、世界遺産・今帰仁城跡でのソロイベント『ハイサイ! れにちゃん』を開催。BEGINの島袋優に作曲を依頼した『「3文字」の宝物』を披露した。
この年は新たな挑戦として“お笑い”にも取り組み、芸人の永野とツーマンライブ『永野と高城』を開催した。

### 「ももクロ」結成10周年〜
2018年に、NHKのラジオドラマ『アイは故障中〜AI is out of order〜』で主演を果たした。
同年には4年連続となるソロコンサート『まるごとれにちゃん2018』を開催し、全国34ヶ所の映画館で生中継が行われた。
2019年には、音楽フェス『YATSUI FESTIVAL!』にソロ歌手として出演。メンバー初となるソロでのテレビCM出演を果たし（スズキ・エブリイ）、NHKラジオ『中山秀征のクイズイマジネーター』のレギュラーにも抜擢された。
2020年には、NHK総合「よるドラ」枠『彼女が成仏できない理由』にて、森崎ウィンとW主演。メンバー初となる連続ドラマの主演となった。さらに、お笑いコンビ「永野と高城」で地上波ゴールデンタイム出演し（フジテレビ『千鳥のクセがスゴいネタGP』）、コントを披露した。
この年には、新型コロナウイルス感染症の流行を受け、3月にオンラインライブとして『REALIVE360 presents「高城れにの大感さ祭♡（だいかんさしゃい）」』をVR（バーチャル・リアリティ）で生配信。ステージに360度カメラを設置し、視聴者は画面上の操作で好みのアングルから自由に視聴できるという最先端の試みとなった。6月にもオンラインライブ『CongratuRenichan〜The 02（レイニー） season 2020〜』を生配信した。
2021年には2年ぶりの有観客ライブ『まるごとれにちゃん0202スプリングツアー2021』を大阪と愛知で開催したが、東京公演は新型コロナウイルス感染症の再流行を受けて中止となった。
2021年8月に、自身初となるソロアルバム『れにちゃんWORLD』を発売（発売日前日には、YouTubeにて24時間生配信企画を実施）。女性グループSPEEDのトリビュートアルバムには、歌唱アーティストとして抜擢された。
神奈川県の選定で、同じく神奈川県出身の佐々木彩夏、玉井詩織と共に東京オリンピックの聖火リレーのランナーに3人1組で選ばれた。新型コロナウイルスの感染拡大を受けて公道でのリレーが中止となり神奈川県最終日の点火セレモニーに参加した。
ゲーム『ウマ娘 プリティーダービー』に関心を持ち、テレビ番組でキャラクターのコスプレを披露。同ゲームのテレビCMにもソロで起用された。
2022年にはソロコンサート『まるごとれにちゃん2022 RENICHAN WORLD』を開催し、アコースティックギターの弾き語りを初披露した。テレビ番組『ニンゲン観察バラエティ モニタリング』では採点機能付きカラオケに挑み、Kiroroの『Best Friend』で95点を獲得している。
同年11月6日には、プロ野球選手の宇佐見真吾と結婚したことをグループの公式YouTubeチャンネルにて生配信で発表した。グループでは以前から恋愛や結婚・出産を経ながら活動を継続する方向性を示していたため、結婚の発表に対しても祝福の声が相次いだ。
その後、2023年12月14日に宇佐見真吾との離婚を発表した。

### 「ももクロ」結成15周年〜
2023年には自身の30歳の節目に合わせたソロコンサートを過去最大規模となるぴあアリーナMMにて開催した。また、初のソロ写真集を発売し、ももいろクローバーZのメンバーの中では初めてビキニやランジェリーを纏った姿を披露した。
さらに、同年より出身地である横浜市の「横浜魅力発信アンバサダー」に就任（2025年現在継続中）。「住みたい」「住み続けたい」「訪れたい」まちの実現に向けた横浜の魅力発信を行うとともに、横浜市内で開催される様々なイベントにゲストとして参加している。
2023年の春の一大事in福山市のPRを兼ねた第41回ふくやまマラソンへのゲスト参加をきっかけにマラソンに精力的に取り組むようになり、その後は各地のハーフマラソン大会にゲストランナーとして出場している。
2024年2〜3月には初の単独舞台出演にして座長を務める作品が全国6都市で計29公演上演された。また、2024年で自身最初のソロコンサートの開催から10周年を迎えることを記念し、北海道から福岡までの全国8都市を巡るソロコンサートツアーを6月から10月まで開催した。
2025年7月26日には上野恩賜公園野外ステージで開催された音楽イベント「ガラフェスDASH!!上野キテキテ大作戦」において勝俣瞬馬を破り第1761代アイアンマンヘビーメタル級王者になったが、6分後に同じ事務所の後輩の鈴江珠莉に破れて王座を手放すこととなった。

## ソロコンサート・イベント
※太字のものはBlu-ray/DVDとして映像作品化されている
- 高城の60分4本勝負（2015年3月9日、4回公演、名古屋CLUB QUATTRO）[37]
- さくさく夢楽咲喜共和国 〜笑う門にはノフ来る〜（2016年3月9日、名古屋市民会館）[38]
- 紫会（2016年11月26日、豊洲PIT） - ファンと一緒にカラオケをするイベント

- まるごとれにちゃん（2017年3月9日、神奈川県民ホール）[39]

- エキセントリックコミックショー「永野と高城。」TWO MAN LIVE（2017年6月10日、ヤクルトホール；6月11日、恵比寿ザ・ガーデンホール） - 芸人・永野とのお笑いライブ[40]
- ハイサイ！れにちゃん（2017年7月9日、今帰仁城跡）[41]
- ハイサイれにちゃんのおかわりちゃん（2017年8月30日、Zepp DiverCity） - 『ハイサイ！れにちゃん』のライブ映像鑑賞会と、ファンが持参する楽器演奏にあわせて高城が歌唱するライブからなる2部構成[42]
- まるごとれにちゃん 2018（2018年3月9日、カルッツかわさき）[43] - Blu-ray/DVD『まるごとれにちゃん 2019』にダイジェスト版として収録
- エキセントリックコミックショー「永野と高城。2」TWO MAN LIVE（2018年7月14日 - 7月16日、恵比寿ザ・ガーデンホール）[44]
- まるごとれにちゃん 2019（2019年3月8日、カルッツかわさき；3月9日、いわき芸術文化交流館 アリオス＋生配信）[45]

- エキセントリックコミックショー「永野と高城。3」TWO MAN LIVE（2019年10月24日 - 10月26日、NEW PIER HALL）
- REALIVE360 presents「高城れにの大感さ祭♡」（2020年3月9日、無観客・生配信）[48]
- CongratuRenichan〜The 02 season 2020〜（2020年6月25日、無観客・生配信）[49]

- 生配信だシェー！永野と高城。Another Side -緊急ワークショップ宣言-（2020年9月18日、無観客・生配信）
- まるごとれにちゃん0202スプリングツアー2021（2021年3月9日、大阪・フェスティバルホール；3月10日、名古屋センチュリーホール＋生配信）[51]

- まるごとれにちゃん2022 RENICHAN WORLD （2022年3月7日、大阪・フェスティバルホール；3月8日、名古屋センチュリーホール；3月9日、神奈川県民ホール＋生配信）[53]
- Yokohama開高祭 （2023年3月9日、KT Zepp Yokohama）[54]
- まるっと10年まるごとれにちゃんポジティブがすぎるツアー（2024年6月10日、東京・CLUB251；6月20日、愛知・SPADE BOX；6月21日、大阪・OSAKA MUSE；7月6日、北海道・PLANT；7月20日、香川・DIME；8月2日、愛知・SPADE BOX；8月13日、大阪・OSAKA MUSE；8月30日、宮城・MACANA；9月2日、東京・CLUB251；9月11日、宮城・MACANA；9月27日、福岡・DRUM Be-1；10月25日、神奈川・KT Zepp Yokohama＋生配信）
- てくてくやほい！生誕もぐもぐピクニック祭♡（2025年6月22日、GARDEN新木場FACTORY）

## ソロ出演

### ラジオ
- ミュ〜コミ+プラス（2011年8月16日・10月17日・2012年2月23日・4月23日・2013年1月9日・2020年6月11日・12月17日・2021年3月4日、すべて深夜、ニッポン放送）- 2013年の出演では、パーソナリティ欠席に伴い代役としてソロMC（生放送）を担当
- ナガオカ（2012年1月23日、CBCラジオ）
- 高城れにのKing of Rock!（2012年4月26日 - 2012年9月27日、InterFM） - レギュラーMC（『YOUNG BLOOD』の中の1コーナー）
- MIWA LOCK presents THE DAY OF ROCK!!（2012年6月9日、InterFM）
- 山里亮太の不毛な議論（2012年6月13日、TBSラジオ） - 他メンバーに先がけて、深夜のラジオ生放送へ初出演
- 真夜中のハーリー&レイス（2013年12月25日深夜、ラジオ日本）
- 高城れにの週末ももクロ☆パンチ!!（2016年10月1日 - 、文化放送） - レギュラーMC
- FMシアター ラジオドラマ『ＡＩ(アイ)は故障中〜AI is out of order〜』（2018年6月23日、NHK-FM）- 主演[55]
- 連想ゲームNEO（2018年8月7日、NHKラジオ第1） - 紅組キャプテン
- 中山秀征のクイズイマジネーター（2019年1月3日 - 2022年3月31日、NHKラジオ第1） - レギュラー・紅組キャプテン
- レコメン!（2020年9月11日、文化放送）
- 芝浦音楽倉庫（2019年9月4日・11日、文化放送）
- スタプラアイドルフェスラジオ（2020年1月18日、ニッポン放送） - MC
- ファーストサマーウイカのオールナイトニッポン0(ZERO)（2021年1月18日深夜・2022年1月17日深夜、ニッポン放送）
- 垣花正 あなたとハッピー!（2021年1月25日、ニッポン放送）
- ジェネZ（2021年8月15日、bayfm）
- FMシアター ラジオドラマ『潮騒ハイツの奇跡』（2021年8月28日、NHK-FM）- 主演・甲田うさ子 役[56]
- 高城れにのオールナイトニッポン0(ZERO)（2022年1月31日深夜、ニッポン放送）
- ナイツ ザ・ラジオショー（2022年7月4日、ニッポン放送）
- ニッポン放送ショウアップナイター（2022年7月16日、ニッポン放送） - スペシャルゲストとしてソロ出演（2021年5月29日には玉井詩織と共に出演）
- あの日、何をしていましたか?（2022年9月11日、NHKラジオ第1） - 東日本大震災からの復興特別番組
- ALL The Feels (2024年5月6日 - 9日[57]、NACK5) - 週替わりセレクター
- ミュージックライン（2024年5月28日、NHK-FM）

### テレビ

#### ナレーション
- 女子プロレスリングBlossom -若き戦いのつぼみ咲く-（2015年10月10日、フジテレビNEXT）
- NNNドキュメント「その先に...」（2019年8月25日深夜、日本テレビ）
- news every.特集「自閉症のアニマル画家 亡き母との約束」（2021年1月27日、日本テレビ）
- NNNドキュメント「ホームルーム〜伍朗ちゃんがいる教室〜」（2021年5月2日、日本テレビ）
- news every.特集「笑顔を写すカメラマン」（2021年6月30日、日本テレビ）
- ドキドキドキュメントSHOW　いきざま大図鑑（2022年4月10日、日本テレビ）

#### ドラマ
- 東京少女山下リオ 第2話（2008年4月12日、BS-i）
- 彼女が成仏できない理由（2020年9月12日 - 10月17日、NHK総合） - 主演・小鳥遊玲 役（森崎ウィンとのダブル主演）[58]
- ほんとにあった怖い話 夏の特別編2022「憑けてくる」（2022年8月20日、フジテレビ） - 主演・高城れに（本人） 役[59]

#### 音楽
- きくちから（2015年10月10日、フジテレビNEXT）
- あたしの音楽（2016年3月31日、フジテレビNEXT）
- プレミアMelodiX!（2021年8月30日、テレビ東京） - ソロ曲を披露
- J-MELO（2021年9月18日、NHK BSプレミアム） - 同上
- 定禅寺ストリートジャズフェスティバル　at ＮＨＫ仙台（2022年9月11日、NHK仙台） - 朗読を披露
- NHK WORLD-JAPAN Music Festival 2023（2023年11月19日・11月26日、NHKワールドJAPAN；2024年1月3日、NHK総合） - 鈴木雅之とともに「Love is Show」を披露

#### 旅・地域密着
- 玉ニュータウン（2011年12月23日、テレビ埼玉）
- 世界・ふしぎ発見!（2014年8月16日・10月25日・2015年1月31日・6月20日・2017年9月16日・2021年8月21日・11月27日、TBSテレビ）
- タビフク。（2017年6月21日深夜・28日深夜、TBSテレビ）
- 出没!アド街ック天国（2019年5月18日・2020年11月28日・2021年7月3日・2023年11月8日・2024年7月20日・10月12日、テレビ東京）
- ローカル路線バスVS鉄道 乗り継ぎ対決旅（2020年11月11日・2021年3月24日、テレビ東京）- 鉄道チーム
- うまいッ!（2021年8月23日、NHK総合）
- ポツンと一軒家（2021年9月5日、テレビ朝日）
- JNNふるさと紀行『高知に、きゅんです。』（2021年9月12日、BS-TBS)（テレビ高知製作］）
- 鉄道沿線歩き旅12（2021年11月13日、テレビ東京）
- 明日をまもるナビ（2022年4月10日、NHK総合）
- ごはんジャパン（2022年5月28日、テレビ朝日）
- あさこ・梨乃の5万円旅第11弾（2022年9月10日、テレビ東京）
- 爆買い☆スター恩返し ふるさとで大盤振る舞い（2022年10月21日、フジテレビ）
- ローカル路線バス乗り継ぎの旅W 第３シリーズ（2023年7月22日 -、テレビ東京） - ゲスト出演
- ぶらり途中下車の旅「京急線の旅」（2024年1月27日、日本テレビ） - 旅人[60]
- テレビ派(2024年3月15日、広島テレビ)
- サタデーファンキーズ(2024年11月4日・2025年1月11日、岩手めんこいテレビ)
- 行くぜっ！！めんこい少女 reni★meiの岩手を冒険し隊(2025年2月7日、岩手めんこいテレビ)
- マチコミ(2025年6月6日、テレビ埼玉)

#### バラエティ
- SHIBUYA DEEP A（2011年7月15日、NHK総合）
- 秋ナビ（2012年10月18日、NHK総合）
- HOT WAVE（2016年12月18日、テレビ埼玉）
- ついに上陸！「スター・ウォーズ アイデンティティーズ」（2019年9月9日、BS朝日）
- japanぐる〜ヴ（2019年11月16日、BS朝日）
- 二刀龍〜プロが挑む二つ目の道〜（2019年9月13日、福島テレビ）
- 有田P おもてなす（2019年9月19日、NHK総合）
- よなよなラボ（2019年9月19日、NHK総合）
- 千鳥のクセがスゴいネタGP（2020年11月12日・2021年1月2日・2月11日・10月14日・11月18日・2022年2月24日・8月18日・10月20日・12月1日、フジテレビ） - 「永野と高城」としてコントを披露
- ビートたけしの知らないニュース 超常現象XファイルSP（2020年12月27日、テレビ朝日）
- 国民15万人がガチで投票!漫画総選挙（2021年1月2日、テレビ朝日）
- 笑える!泣ける!動物スクープ100連発（2021年4月1日、TBSテレビ）
- 逃走中（2021年4月4日、日本テレビ）
- 炎の体育会TV（2021年4月24日、TBSテレビ）
- オオカミ少年（2021年6月11日、TBSテレビ）
- ラヴィット!（2021年8月6日・10月8日・2022年2月2日・4月6日・4月13日・4月22日、TBSテレビ）
- デカ盛りハンター（2021年9月21日、テレビ東京）
- ワールド極限ミステリー（2021年12月8日・2022年4月13日・7月27日、TBSテレビ）
- 踊る!さんま御殿!!（2022年4月5日・6月14日・11月8日・2024年6月11日、日本テレビ）[61]
- 有頂天コネクション（2022年4月21日、TBSテレビ）
- ニンゲン観察バラエティ モニタリング（2022年5月5日・5月26日、TBSテレビ） - 透明カラオケボックス企画にソロ出演
- 口を揃えた怖い話（2022年7月11日、TBSテレビ）
- プレバト!!（2022年7月14日、TBSテレビ）
- ジャンクSPORTS（2022年8月21日、フジテレビ）
- THE突破ファイル（2022年10月20日、日本テレビ）
- 所さんの学校では教えてくれないそこんトコロ!（2022年10月28日、テレビ東京）
- 上田と女が吠える夜（2022年11月2日・2023年8月2日・11月8日・2024年10月2日・2025年2月26日・5月7日、日本テレビ）
- 炎の体育会TV（2022年11月5日、TBSテレビ）
- サンドウィッチマンのどうぶつ園飼育員さんプレゼン合戦 ZOO-1グランプリ（2022年11月22日、TBSテレビ）
- 中居正広のプロ野球珍プレー好プレー大賞2022（2022年8月21日、フジテレビ）
- やりすぎ都市伝説（2022年12月23日、テレビ東京）
- バナナサンド（2022年12月28日、TBSテレビ）
- アイ・アム・冒険少年（2023年1月23日、TBSテレビ）
- 有吉ゼミ（2023年3月6日、日本テレビ）
- ベスコングルメ（2023年7月23日、TBSテレビ）
- 超貴重映像で迫る！イリオモテヤマネコ進化のミステリー（2023年8月17日、NHK総合）
- 満天☆青空レストラン（2023年8月19日、日本テレビ）
- 千鳥の鬼レンチャン（2024年1月7日、フジテレビ）
- それSnow Manにやらせて下さい（2024年5月24日、TBSテレビ）
- ハマダ歌謡祭★オオカミ少年（2024年6月21日・7月19日、TBSテレビ）
- 有吉のお金発見 突撃!カネオくん（2024年6月22日、NHK総合）
- ヒルナンデス!（2024年7月1日・7月15日、日本テレビ）
- 音が出たら負け（2024年8月19日、日本テレビ）
- 種から植えるTV（2024年9月22日・9月29日・2025年5月18日・5月25日、テレビ東京）
- 酒のツマミになる話（2024年11月1日、フジテレビ）
- 昭和レトロ食堂に泊まる。じいちゃん＆ばあちゃんの店でガチお手伝い（2025年2月16日、テレビ東京）
- 秘密のケンミンSHOW極（2025年3月6日、日本テレビ）
- 熱狂マニアさん!（2025年5月17日、TBSテレビ）
- 土曜はナニする!?（2025年6月7日、関西テレビ）
- ハマスカ放送部（2025年7月7日・7月14日、テレビ朝日）

#### CM
- スズキ エブリイ「エブリイのおかげでしょ」篇（2019年6月17日 - ）[62]
- Cygames ウマ娘 プリティーダービー「テイオーちゃーーん！」篇（2022年1月15日 - ）[63]
- 楽天トラベル「楽天トラベルで記念日旅行温泉編」（2022年6月16日 - ）[64]

### 映画
- 花のあすか組NEO!（2009年4月25日） - ゆき 役

### 舞台
- パルコ・プロデュース 2024『最高の家出』（2024年2月4日 - 3月23日、紀伊國屋ホール 他） - 主演・立花箒 役[65][66]

### イベント
- 横浜市・戸部警察署 一日警察署長（2014年4月5日、2017年9月21日）
- 「危険ドラッグ」撲滅運動（2014年12月7日） - 墨田区・向島防犯協会の主催
- フォーク・デイズ 第92章〜フォークソングは世代を超えて〜（2015年） - ゲスト出演
- 神戸三宮映画祭（2015年） - 『幕が上がる』舞台挨拶として、本広克行監督とともにゲスト出演
- Cloud Days 2015「ももクロウド Days in 九州」
- 仙台短篇映画祭2015 - バリアフリー上映『幕が上がる』舞台挨拶として、本広克行監督とともにゲスト出演
- すぎなみフェスタ2016「すぎなみ犯罪根絶ステージ」（2016年11月5日） - 杉並区のイベント
- 福島県・いわき東警察署 一日警察署長（2017年10月6日）- 署が制作する防犯ポスター数種類にも起用
- 埼玉県・吉川警察署 一日警察署長（2018年1月10日）
- 第68回 札幌医科大学大学祭 記念講演会（2018年）- ゲスト講師として
- クリ博ナビ 就活直前セミナーin東京「音楽芸能仕事LIVE#1」（2019年）
- 「僕らの音楽」presents 武部聡志 ピアノデイズ（2019年） - れにいづみん（高城れに×加藤いづみ）として出演
- YATSUI FESTIVAL!（2019 - 2022年）
- 渋谷LOFT9アイドル倶楽部vol.11（2019年）
- 東京都・池上警察署 一日警察署長（2021年9月12日）
- やつい生誕祭 大歌合戦（2021年） - アシスタントMCも担当
- 阪神タイガース対読売ジャイアンツ 始球式（阪神甲子園球場、2021年9月5日）
- 第76回宇奈月温泉雪のカーニバル（2022年2月5日）
- ヒダノ修一 ソロ太鼓デビュー 30周年+2 記念コンサート2022（2022年12月6日）
- ジャパンウインターリーグ 始球式（沖縄市野球場・コザしんきんスタジアム、2022年12月8日）
- かぐや様は告らせたい-ファーストキッスは終わらない- 初日・公開記念舞台挨拶（2022年12月17日）
- 第16回今帰仁グスク桜まつり「パープルデー（点灯式）」（2023年1月25日）
- NHK仙台放送局 みんなの3.11プロジェクト あの日、何をしていましたか？トークショー（2023年3月11日）
- 第41回ふくやまマラソン　ゲストランナー（2023年3月19日）
- MARK IS みなとみらい開業10周年記念 ギネス世界記録挑戦セレモニー＆トークショー（2023年6月24日）
- 横浜オクトーバーフェスト 2023（2023年9月29日）
- エアトリ presents 毎日がクリスマス2023（2023年12月15日）
- ケンズカフェ東京 PRESENTS ガラフェス 〜日比谷野音 デリシャスサンデー〜 (2023年12月17日)[67]
- 鈴木亜由子杯 穂の国・豊橋ハーフマラソン2024　ゲストランナー（2024年3月24日）
- 第43回横浜開港祭（2024年6月1日）
- 東京都・府中警察署 一日警察署長（2024年9月8日）
- 能登半島地震チャリティライブ『MAKI’s AID “Cheer Up! 能登半島!”~人類みな親戚♡ Vol.2 ☆届け!熊本の声~』（2024年12月5日）
- 毎日がクリスマス2024 15th Anniversary（2024年12月18日）
- 広島県・江田島警察署 一日警察署長（2025年1月13日）
- 鈴木亜由子杯 穂の国・豊橋ハーフマラソン2025　ゲストランナー（2025年3月23日）
- ハマトラFES（Yokohama Triathlon Festival）（2025年5月18日）
- 第60回不正商品撲滅キャンペーン　ほんと？ホント！フェアin 横浜（2025年5月25日）
- 第44回横浜開港祭（2025年5月31日）
- 第38回川越いもの子作業所チャリティーコンサート（2025年7月19日）- 佐々木彩夏およびLumiUnionとともに出演

### その他
- 詩音「Last Song」ミュージックビデオ（2008年）
- 配信コンテンツ『梶原放送局』（2012年3月2日、Ustream）
- ステレオポニー「さよならの季節」ミュージックビデオ（2013年）
- 新聞記事「二十歳のキモチ」（2014年1月11日、朝日新聞夕刊）
- 新聞記事「ももクロ高城れに 単独インタビュー」（2017年1月3日、サンケイスポーツ）
- 配信コンテンツ「今、スポーツにできること in 横浜。 for Tokyo2020」（2020年7月23日、東京2020オリンピック・パラリンピック横浜市ウェブサイト） - 番組スペシャルコメンテーター
- 配信コンテンツ「横浜スタジアム　スタジアムツアー」（2020年11月15日、横浜市東京2020関連情報 公式YouTube）
- 「みんなで六甲おろし」[68]（2022年4月、阪神タイガース）
- 配信コンテンツ「みんなのスター・ウォーズの日〜May The Force Be With You！」（2022年5月4日、ディズニープラス）
- 新聞記事「話題　津波防災の日「ももクロ」高城さんインタビュー『寄り添う気持ちがきっかけになる』」（2022年11月3日、毎日小学生新聞）
- 配信コンテンツ「しくじり先生 俺みたいになるな!!」（2022年11月4日、ABEMA）
- 配信コンテンツ　横浜市中学校給食 食育動画「れに!食を学ぶ!!」（2023年-2024年、横浜市公式YouTube）
- PUMA「NEKO-sanコレクション」キャラクターモデル（2024年）

## 作品

### アルバム
- れにちゃんWORLD（2021年8月18日）

アルバムオリジナル曲
- SKY HIGH

作詞：山崎あおい / 作曲・編曲：後藤康二
- Voyage！

作詞：eNu / 作曲・編曲：馬渕直純
- 何度でもセレナーデ

作詞・作曲・編曲：草野華余子

### デジタルシングル
- しょこららいおん（2016年3月9日）[69]

作詞：只野菜摘・高城れに / 作曲：しほり / 編曲：川田瑠夏
- まるごとれにちゃん（2017年3月9日）[70]

作詞：只野菜摘 / 作曲・編曲：橋本由香利 / 振付：パパイヤ鈴木
一緒に
作詞・作曲：大田原侑樹 / 編曲：宮崎誠
- 『3文字』の宝物（2017年7月9日）[71]

作詞：高城れに、只野菜摘 / 作曲：島袋優（BEGIN） / 編曲：長谷川智樹
- Tail wind（2018年3月9日）[72]

作詞：馬渕直純・eNu / 作曲・編曲：馬渕直純
- じれったいな（2019年3月8日）[73]

作詞・作曲・編曲：大田原侑樹
spart!
作詞：eNu / 作曲・編曲：馬渕直純
- everyday れにちゃん（2019年12月26日）[74]

作詞：eNu / 作曲・編曲：馬渕直純
- スズキ・エブリイCMソング

- Dancing れにちゃん（2020年3月6日）[75]

作詞・作曲・編曲：西寺郷太
- じゃないほう（2022年3月4日）

作詞・作曲：橋口洋平（wacci）/ 編曲：村中慧慈（wacci）
- レニー来航！！／3月9日（2023年3月9日）

作詞：ポチョムキン・YOSHI(餓鬼レンジャー)・森 鴎外 / 作曲：KOJI oba・南 能衛
- M&S～ママパパへ～（2023年6月25日）

作詞：AKIRA / 作曲・編曲：AKIRA、前田佑
- ポジティブ・アテンションプリーズ！（2024年7月5日）

作詞・作曲・編曲：けんたあろは
- 君色のひかり（2024年10月18日）

作詞：山崎あおい / 作曲・編曲：きなみうみ

### その他のソロ曲
- 恋は暴れ鬼太鼓（2011年）

作詞：ENA☆ / 作曲・編曲：樫原伸彦
- 津軽半島龍飛崎（2012年）

作詞：田久保真見、作曲：田尾将見、編曲：伊戸のりお
- 3月9日（2023年） - 配信限定、レミオロメンのカバー

作詞：藤巻亮太 / 作曲：藤巻亮太 / 編曲：馬渕直純

### 参加曲
- Go! Go! Heaven - SPEEDのトリビュートアルバム『SPEED 25th Anniversary TRIBUTE ALBUM “SPEED SPIRITS”』（2021年）に収録

### ユニット曲
- 事務所に推され隊 - 「所属事務所内の格差」をテーマとした、有安杏果（ももいろクローバーZ）とのユニット
  - 事務所にもっと推され隊（2012年） - 作詞・作曲・編曲：前山田健一
- 山形 - 「さくらんぼ」をテーマとした、佐々木彩夏（ももいろクローバーZ）とのユニット
  - 私のアメリカンチェリー（2015年、未音源化） - 作詞・作曲：CHI-MEY
- 永野と高城。 - 永野（お笑い芸人）とのコラボユニット
  - ユーアノッアロン（2019年）[76] - 作詞：永野と高城。 / 作曲：前山田健一 / 編曲：板垣祐介
- 鈴木雅之 feat. 高城れに
  - Love is Show（2022年、アニメ『かぐや様は告らせたい-ファーストキッスは終わらない-』主題歌） - 作詞・作曲：水野良樹（いきものがかり） / 編曲：本間昭光
- 高城れにwithサイプレス上野とロベルト吉野（応援団長と旗手長）
  - レニー来航！！（2023年、横浜魅力発信アンバサダー就任！横浜魅力発信タイアップソング） - 作詞：ポチョムキン・YOSHI(餓鬼レンジャー)・森 鴎外 / 作曲：KOJI oba・南 能衛 / 編曲：KOJI oba

### Blu-ray/DVD
- まるごとれにちゃん（2018年6月20日）[77]
- まるごとれにちゃん 2019 in カルッツかわさき（2019年6月21日）[78] - まるごとれにちゃん 2018のダイジェスト版も収録
- CongratuRenichan～The 02 season 2020～（アルバム『れにちゃんWORLD』付属Blu-ray）
- まるごとれにちゃん0202スプリングツアー2021（Edit ver.）（アルバム『れにちゃんWORLD』付属Blu-ray）
- エキセントリックコミックショー「永野と高城。」（2018年6月20日）[79]
- エキセントリックコミックショー「永野と高城。2」（2019年10月23日）[80]
- エキセントリックコミックショー「永野と高城。3」（2020年11月25日）[81]

## 書籍

### 写真集
- 9-Kaw- (2023年8月29日発売、集英社、撮影：塚田亮平）ISBN 978-4-08-790130-6[28][82]
  - アザーカットのみで構成された『9‑Kaw‑Another Edition』がデジタル版限定で同日から発売開始[83]
  - 写真集未公開カットを加えた完全撮り下ろしカットとスペシャルムービーで構成される「 高城れに × ＋Special『RENI chan』」が2023年10月5日から配信開始[84]

### 雑誌
- 週刊プレイボーイ
  - 2023年8月14日号No.33 (2023年7月31日発売、集英社）※巻中グラビア[85]
  - 2023年9月4日号No.36 (2023年8月21日発売、集英社）※表紙＆巻頭グラビア+付録DVD[86][87]
    - アザージャケット版を2023年8月23日から併せて発売

  - 2023年10月23日号No.42-43 (2023年10月2日発売、集英社）※巻中グラビア[88]